# Лыткино (Можайский район)
Лыткино — деревня в Можайском районе Московской области, в составе Сельского поселения Борисовское. Численность постоянного населения по Всероссийской переписи 2010 года — 136 человек. До 2006 года Лыткино входило в состав Борисовского сельского округа.
Деревня расположена в южной части района, примерно в 7 км к югу от Можайска, на левом берегу реки Мжут, на автодороге 46К-1112 (М1 Беларусь — Верея), высота центра над уровнем моря 192 м. Ближайшие населённые пункты — Пятково на противоположном берегу реки, Борисово на юге и Язёво на севере.